# Ілганій-де-Сус
Ілганій-де-Сус (рум. Ilganii de Sus) — село у повіті Тулча в Румунії. Входить до складу комуни Маліук.
Село розташоване на відстані 240 км на схід від Бухареста, 11 км на схід від Тулчі, 116 км на північ від Констанци, 76 км на схід від Галаца.

## Населення
За даними перепису населення 2002 року у селі проживали 62 особи, усі — румуни. Усі жителі села рідною мовою назвали румунську.